# 马步
马步，中國武術名詞。是坐馬與步法之統稱。坐马是中国武术门派所采用的基本站桩功力训练。
通过练习「坐馬」，又稱「站樁」主要是为了调节“精、气、神”，完成对气血的调节、精神的修养的训练,锻炼对意念和意识的控制。在蹲马步的时候，常常要求要凝神静气，要呼吸自然，要蹲得深、平、稳，以练习喉、胸、肾等器官，并使腹部肌肉缩进，腿步肌肉紧张，以图达到全身性的综合训练。这种桩功，由于是长时间的静功，所以对于人体全身各器官是很好的锻炼，通过这样的锻炼能够有效的提升在剧烈运动时人体的反应能力。
虽然各个门派的坐马站樁姿勢，表面上好像差不多的，但基本动作和练习上要求都是不同的。